# 11-та понтонно-мостова бригада (СРСР)
11-та понтонно-мостова бригада (рос. 11-я понтонно-мостовая бригада) — з'єднання інженерних військ Червоної армії під час Радянсько-японської війни. Номер польової пошти — 63192.

## Історія
Бригада сформована 14 грудня 1944 року у складі Далекосхідного фронту і включала управління бригади, роту управління і чотири (3-й, 16-й, 31-й и 132-й) моторизованих понтонно-мостових батальйони. У червні 1945 року сформовано 654-й батальйон автомобілів-амфібій.
Під час Радянсько-японської війни бригада у складі 1-го Далекосхідного фронту брала участь у Харбіно-Гіринській наступальній операції й забезпечувала переправлення військ 35-ї армії через Сунгарі й Уссурі.
Після закінчення війни бригаді було надано почесне найменування «Уссурійська». 380 вояків бригади були нагороджені орденами й медалями.

### Після війни
У червні 1946 року 11-та понтонно-мостова бригада була переформована в 43-й понтонно-мостовий полк, в березні 1960 року — в 427-й понтонно-мостовий батальйон. У 1989 році батальйон був переформований в 42-й понтонно-мостовий полк, а через два роки — в 226-ту інженерно-саперну бригаду. У травні 1998 року бригада була переформована в 37-й інженерно-саперний полк. У 2002 році, після введення до складу полку 411-го окремого понтонно-мостового Виборзького Червонопрапорного орденів Леніна і Кутузова батальйону, полк став називатися Виборзьким тричі орденоносним.

## Структура
- управління
- рота управління
- 3-й моторизований понтонно-мостовий батальйон
- 16-й моторизований понтонно-мостовий батальйон
- 31-й моторизований понтонно-мостовий батальйон
- 132-й моторизований понтонно-мостовий батальйон
- 654-й батальйон автомобілів-амфібій

## Командування
- підполковник Волков Володимир Михайлович (січень — червень 1945 року)
- підполковник Будилів Яків Георгійович (з червня 1945 року до кінця Радянсько-японської війни)